# Lead and Gold: Gangs of the Wild West
Lead and Gold: Gangs of the Wild West är ett lagbaserat third-person shooter multiplayerspel utvecklat av svenska Fatshark. Spelet har släppts till Microsoft Windows och Playstation 3.

## Klasser
Lead and Gold innehåller fyra spelbara klasser att välja mellan. Varje klass har ett unikt vapen samt en unik förmåga och "synergier". "Synergi" är en avståndsbaserad "boost" som förhöjer den unika förmågan av alla närmsta lagkamrater.
The Blaster
- Utrustad med dubbelpipigt hagelgevär, väldigt effektiv för närstrid.
- Kan slänga dynamit.
- Utstrålar "Defense" (Försvar) synergieffekt.

The Deputy
- Utrustad med ett repetergevär, effektiv för medium och långt avstånd.
- Har förmågan att "tagga" motståndare för att de lättare ska upptäckas av ens lagkamrater.
- Utstrålar "Damage" (Skada) synergieffekt.

The Gunslinger
- Utrustad med en kraftfull revolver, effektiv på medium långt avstånd.
- Har förmågan att snabbt avfyra sin revolver med reducerad precision. Bra för närstrid.
- Utstrålar "Accuracy" (Precision) synergieffekt.

The Trapper
- Utrustad med ett långt jaktgevär med kikarsikte, effektiv på långt avstånd.
- Har förmågan att sätta ut "Björnfällor" som kan immobilisera fienden.
- Utstrålar "Criticals" (Kritisk) synergieffekt.

Att hålla sig nära sitt lag resulterar i att man återfår hälsa som man eventuellt har förlorat, spelare kan även återuppliva skadade lagkamrater. The Blaster, Deputy, och Trapper har alla en svagare version av The Gunslinger's revolver.

## Spellägen
Lead and Gold: Gangs of the Wild West har fem spellägen att välja mellan:
Shootout
- Klassiskt Team Deathmatch läge.

Conquest
- Syftet med Conquest är att erövra kontrollpunkter i ordning. Ett lag börjar på område A och går mot zon E, medan det andra gänget jobbar sig i den andra riktningen, från E till A. Genom att erövra en zon låses nästa zon i sekvensen upp.

Powder Keg
- I Powder Keg ska det ena laget försöka förstöra två mål på kartan med explosiva tunnor, medan det andra laget försöker försvara dessa. De explosiva tunnorna är utspridda över hela kartan, och måste hämtas och transporteras till målet. Tunnorna är brandfarliga och genom att skjuta ett skott på en tunna börjar den ryka, och sedan exploderar den. På så vis kan försvarare stoppa fienden genom att skjuta tunnan medan någon bär den. Vardera sidan turas om som anfallare och försvarare.

Gold Fever
- För en eller två spelare. Kooperativt spelläge som går ut på att försvara sig från ändlösa vågor av AI-botar medan du och din lagkamrat försöker att få så många säckar guld som möjligt. Spelet är slut när båda spelarna är döda.

Robbery
- Robbery är mycket likt Powder Keg, med ett lag angripare och ett med försvarare. Angriparna måste spränga ett bankvalv och stjäla tre säckar med guld. Försvararna försöker försvara banken och guldet. Det här läget spelas i två omgångar och lagen turas om som angripare och försvarare.

Greed
- Målet i Greed är att leverera så många säckar guld som möjligt till gruppens bas. Efter att ett guld säck dyker upp vid en utvald plats på kartan, måste båda lagen kämpa om att få säcken till respektive bas. När ett lag framgångsrikt transporterar en säck med guld till deras zon, belönas de med en poäng, och en ny säck framträder på kartan.

Practice
- Practiceläget är spelets träningsläge. Du blir guidad att uppnå en rad mål och får lära dig de grundläggande funktionerna i spelet. Delvis genom handledning, spelet spawnar även en ändlös rad av AI-botar för dig att döda.

På Windows tillkom ett ytterligare ett spelläge:
Demolition
- Demolition är en utveckling av spelläget Powder Keg, men med den skillnaden att båda lagen har mål att försvara och förstöra.

## Banor
Lead and Gold: Gangs of the Wild West innehåller 6 banor (7 på windows):
- Bad Blood Valley - Spelbara lägen: Greed och Conquest.

- Deadwater Ranch - Spelbara lägen:  Powder Keg, Greed, och Conquest.

- Devil's Pit - Spelbara lägen: Robbery och Conquest.

- Fort Turnbull - Spelbara lägen: Greed och Conquest.

- Prospector's Peak - Spelbara lägen: Powder Keg, Greed, och Conquest.

- Sinner's Gulch - Spelbara lägen: Greed and Conquest.

På Windows finns en extra bana:
- Jacobs Bridge - Spelbara lägen: Greed, Robbery, Conquest, Poweder Keg och Demolition.